# Eleanor Garatti
Eleanor Garatti, també coneguda com a Eleanor Saville o Eleanor Garatti-Saville, (Belvedere, Estats Units 1909 - Walnut Creek 1998) fou una nedadora nord-americana, guanyadora de quatre medalles olímpiques.

## Biografia
Va néixer el 12 de juny de 1909 a la ciutat de Belvedere, població situada a l'estat de Califòrnia. Va morir el 9 de setembre de 1998 a la ciutat de Walnut Creek, població situada a Califòrnia.

## Carrera esportiva
Va participar, als 18 anys, en els Jocs Olímpics d'Estiu de 1928 realitzats a Amsterdam (Països Baixos), on va aconseguir guanyar la medalla d'or en la prova de relleus 4x100 m. lliures al costat d'Adelaide Lambert, Martha Norelius i Albina Osipowich, establint un nou rècord del món amb un temps de 4:47.6 minuts, així com la medalla de plata en la prova dels 100 metres lliures per darrere de la seva companya Albina Osipowich.
En els Jocs Olímpics d'Estiu de 1932 realitzats a Los Angeles (Estats Units) aconseguí revalidar el seu títol en la prova de relleus al costat de Helen Johns, Josephine McKim i Helene Madison, establint un nou rècord del món amb un temps de 4:38.0 minuts. En aquests Jocs també aconseguí guanyar la medalla de bronze en la prova dels 100 metres lliures.
El 1992 va ser inclosa a l'International Swimming Hall of Fame i el 2000 al Saló de la Fama de l'esport italià.